# Petite Alsace
Pour les articles homonymes, voir Alsace (homonymie).
Ne doit pas être confondu avec rue d'Alsace, villa d'Alsace, cour d'Alsace-Lorraine ou rue d'Alsace-Lorraine.

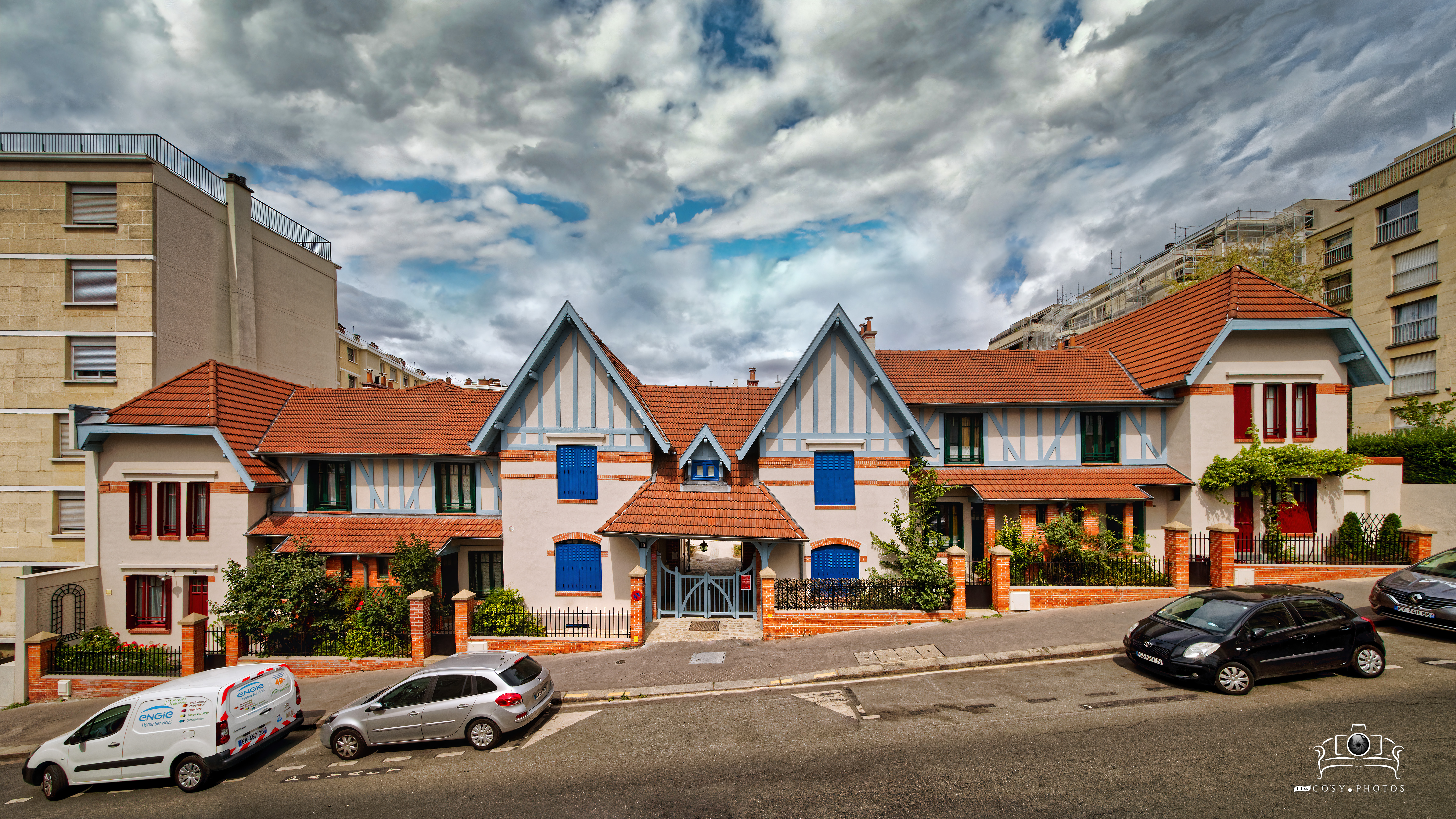
Petite Alsace,
10 rue Daviel à Paris.

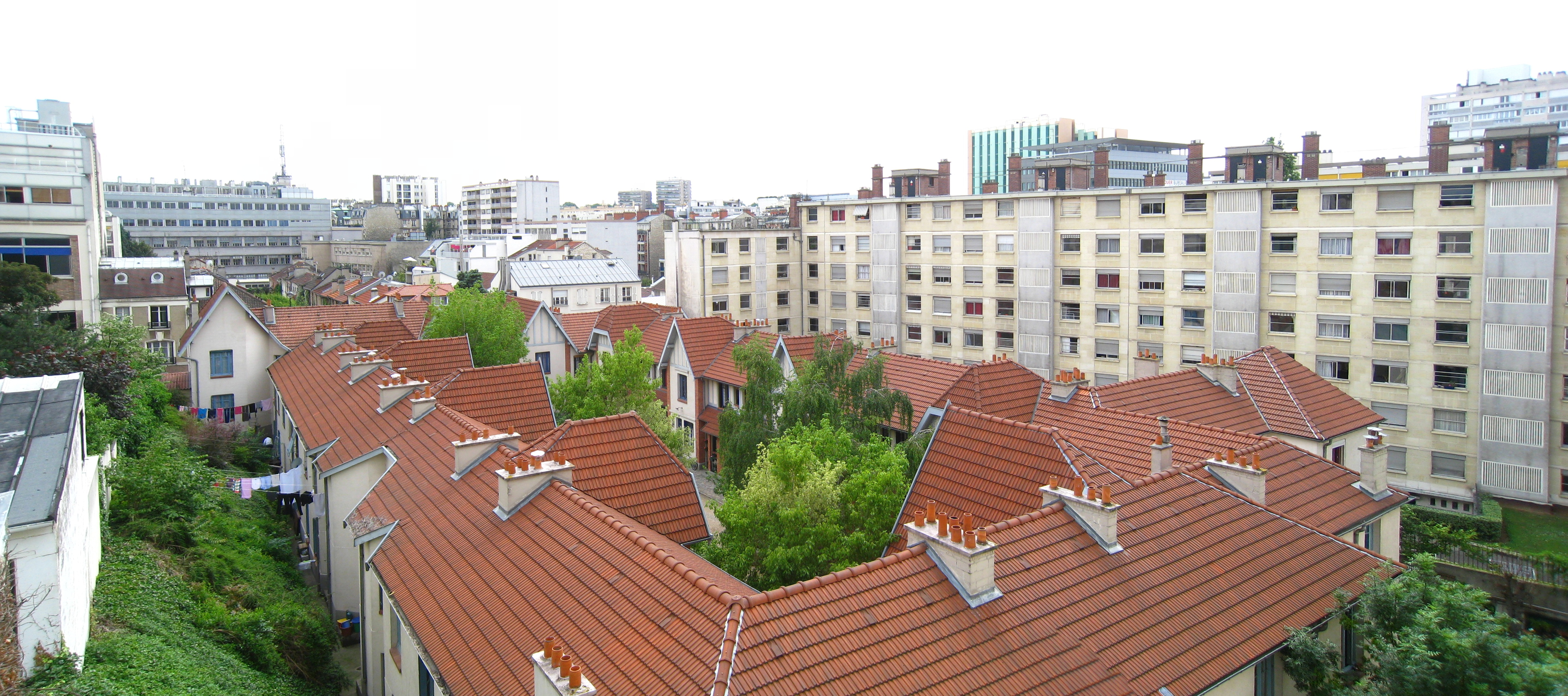
Vue de la petite Alsace
depuis la petite Russie.

La petite Alsace, ou cité Daviel, est un ensemble immobilier situé dans le 13e arrondissement de Paris (France).

## Description
La petite Alsace est un ensemble de 40 maisons de ville, des pavillons ouvriers en briques à colombages, dans un style « alsacien ». Les pavillons sont organisés sur le pourtour d'une cour centrale rectangulaire d'environ 500 m2, formant jardin. La plupart des maisons est à pignons, élevée d’un étage, comprenant une cave, une entrée, une cuisine, une salle commune, un atelier et trois chambres à coucher. En raison de la modération de leurs coûts, les matériaux de construction sont le bois, la brique et le parpaing

## Historique
L'ensemble immobilier est construit en 1912 par l'architecte Jean Walter, sous l’impulsion de l’abbé Viollet, pour le compte de la société « L'Habitation familiale ». Contrairement aux préconisations d’Émile Cacheux, qui favorise l’accès à la propriété des ouvriers, Jean Walter conçoit des habitations pour la location pour des familles nombreuses et modestes dans un environnement sain et aéré.

## Localisation
L'entrée de l'ensemble se trouve précisément au no 10 rue Daviel, dans l'ouest du 13e arrondissement de Paris, sur le côté occidental de la Butte-aux-Cailles (la petite Russie la surplombe, au nord en fond de cour).
La deuxième ci-dessus, villa d'Alsace (code voie 0251), se situe entre les 22 des rues d'Alsace-Lorraine et de la Solidarité (19e arrondissement de Paris).